# История дипломатии
«Исто́рия диплома́тии» — многотомный труд советских историографов, проведших анализ международных отношений в последовательно сменявшиеся эпохи; краткая история дипломатии от древних времён до нашего времени. Под редакцией В. П. Потёмкина.

## Первое издание
Трёхтомное издание (1873 страницы) 1941—1945 года в серии «Библиотека внешней политики» издательства «ОГИЗ».
Историки С. В. Бахрушин, А. В. Ефимов, Е. А. Косминский, А. Л. Нарочницкий, В. П. Потёмкин, В. С. Сергеев, С. Д. Сказкин, Е. В. Тарле и В. М. Хвостов получили Сталинскую премию 1942 года за коллективный труд первый том «Истории дипломатии», опубликованный в 1941 г. (первой степени).

### Разделы
- Раздел первый. Дипломатия в древние века (проф. Сергеев В. С.)Обложка второго тома первого издания (1945)

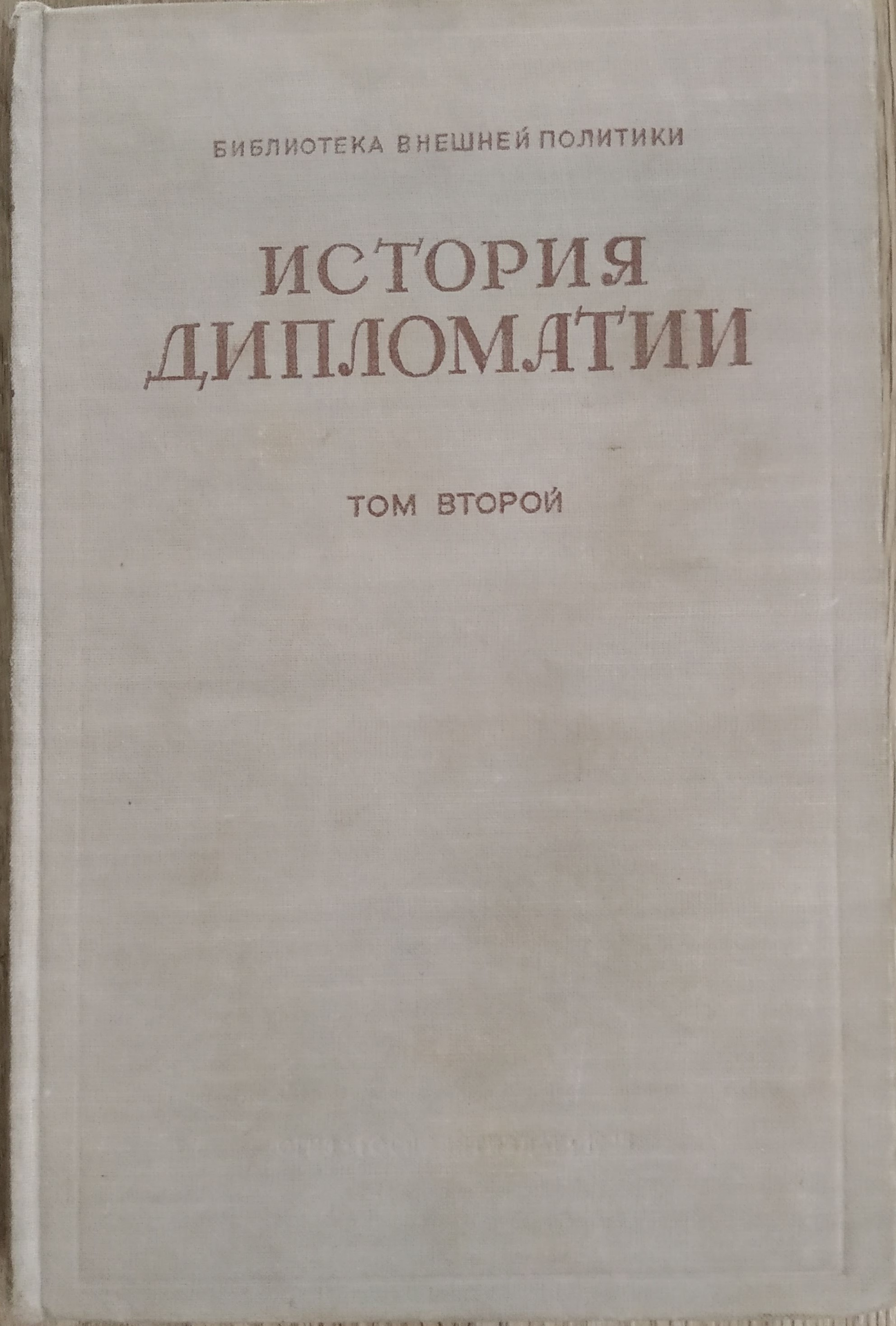
Обложка второго тома первого издания (1945)

- Раздел второй. Дипломатия в средние века (проф. Бахрушин С. В. и проф. Косминский Е. А.)
- Раздел третий. Дипломатия в новое время (XVI—XVIII века) (проф. Бахрушин С. В. и проф. Сказкин С. Д.)
- Раздел четвёртый. Дипломатия в новое время (1789—1871 гг.) (проф. Ефимов А. В., Нарочницкий А. Л., акад. Тарле Е. В., проф. Хвостов В. М.)
- Раздел пятый Дипломатия в новое время (1872—1919 гг.)
Главы 1-13 (проф. Хвостов В. М.)
Главы 14-17 (проф. Минц И. И.)
- Раздел шестой. Дипломатия в период подготовки Второй мировой войны (1919—1939 гг.)
Главы 1-8 (проф. Минц И. И.)
Главы 9-24 (проф. Панкратова А. М.)
Главы 25-26 (проф. Панкратова А. М. и акад. Потёмкин В. П)
- О приемах буржуазной дипломатии (акад. Тарле Е. В.)
- Организационные формы, международно-правовые основы и техника современной дипломатии (Колчановский Н. П)

## Второе издание
Второе переработанное и дополненное пятитомное издание (4816 страниц) выпущено в 1959—1979 годах издательством «Госполитиздат/Политиздат».
- История дипломатии, Т. I. 896 стр. Раздел первый: Дипломатия древнего мира. Раздел второй: Дипломатия в средние века. Раздел третий: Дипломатия позднего средневековья и начала нового времени (XVI—XVIII вв.). Раздел четвёртый: Дипломатия в новое время (1789—1871 гг.). подписано в печать 30.12.1959 г. 70 000 экз. Госполитиздат
- История дипломатии, Т. II. 820 стр. Дипломатия в Новое время 1871—1914 гг. подписано в печать 29.05.1963 г. 68 000 экз. Госполитиздат
- История дипломатии, Т. III. 832 стр. Дипломатия на первом этапе общего кризиса капиталистической системы. подписано в печать 29.07.1965 г. 63500 экз. Политиздат
- История дипломатии, Т. IV. 752 стр. Дипломатия в годы Второй мировой войны. подписано в печать 17.02.1975 г. 50 000 экз. Политиздат
- История дипломатии, Т. V (в двух книгах):
Книга 1. 750 стр. — период после окончания второй мировой войны до начала 60-х годов. подписано в печать 28.08.1974 г. 50 000 экз. Политиздат
Книга 2. 766 стр. — международная политика и дипломатическая деятельность в 1960-е и 70-е года XX столетия. подписано в печать 06.06.1979 г. 49 000 экз. Политиздат

## Отзывы
Егор Холмогоров: «Книга выдающаяся тем, что собрала уникальный коллектив блестящих историков старой школы. Сергеев — античность, Косминский — средневековье, Бахрушин, Нарочницкий — Россия, Тарле, Сказкин — Западная Европа. Эти авторы изложили историю дипломатии не как историю классовой борьбы, а как историю борьбы великих держав».